# ミルヒライス

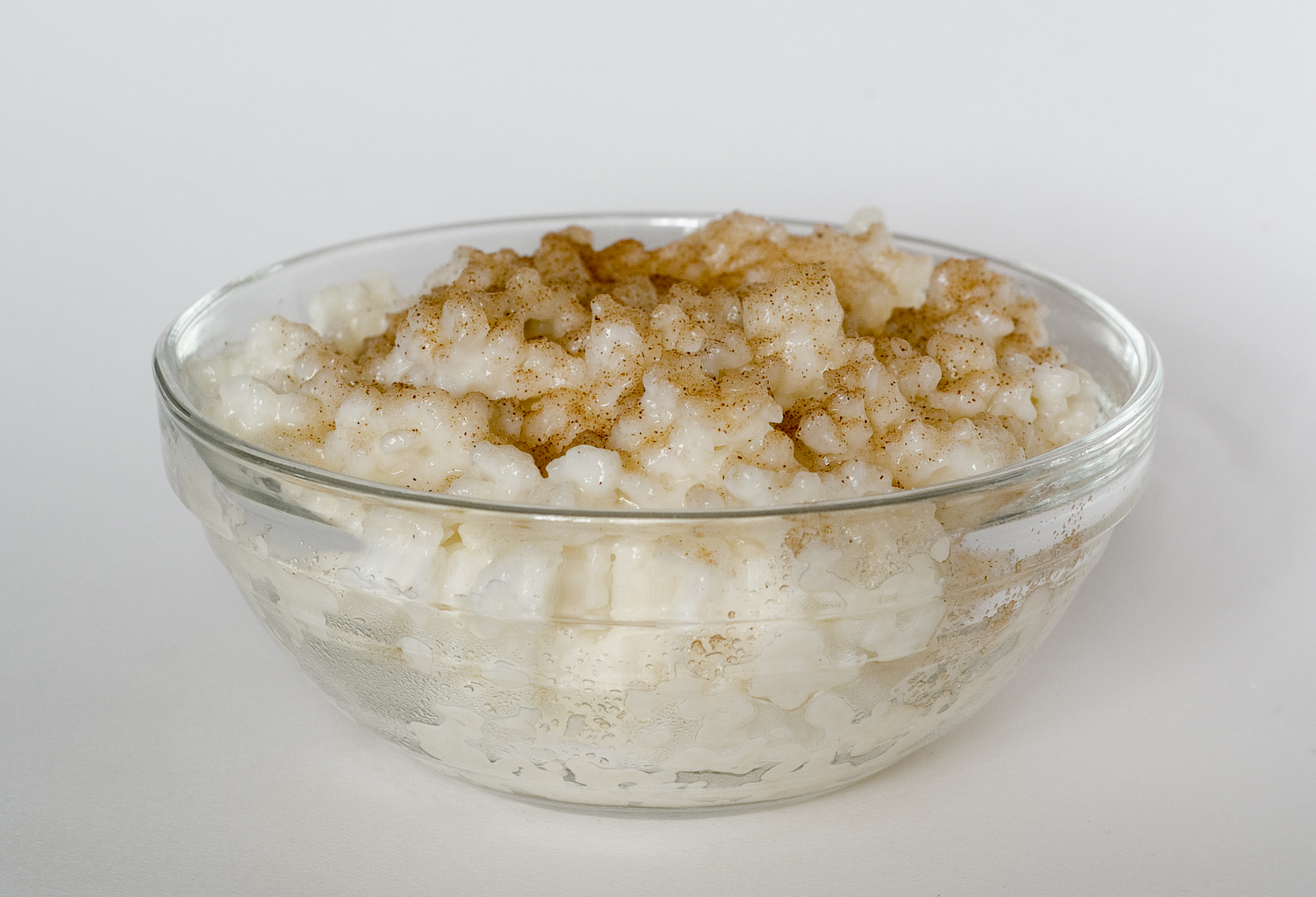
シナモンと砂糖を添えたミルヒライス

ミルヒライス（ドイツ語：Milchreis、デンマーク語：Risengrød、スウェーデン語：Risgrynsgröt）は、ドイツや北欧を中心にヨーロッパの広い範囲で食べられている料理の一種である。
米を牛乳で炊き、シナモンで香り付けをしたり、砂糖やジャムなどで甘くして食べる。ライスプディングの一種であり、温かい状態で食する。デザートではなく主食として食されるほか、トルテやケーキの具に使われることもある。アゼルバイジャンのミルクピラフは、バター、サフラン、ドライフルーツ、塩、 砂糖で味付けをする。
材料の米には、加熱調理すると粘り気の出る短粒種が用いられる。そのため、料理だけではなく、短粒米（ジャポニカ米）そのものを指す言葉としても、ミルヒライスの名称が使われることが多い。
温めた牛乳を注ぐと食べられるインスタントのものや、カップヨーグルトのような容器に入った商品も販売されている。